# Mesilla
Mesilla è un comune degli Stati Uniti d'America, situato nello stato del Nuovo Messico, nella contea di Doña Ana.